# Hermann von der Hude (Architekt)

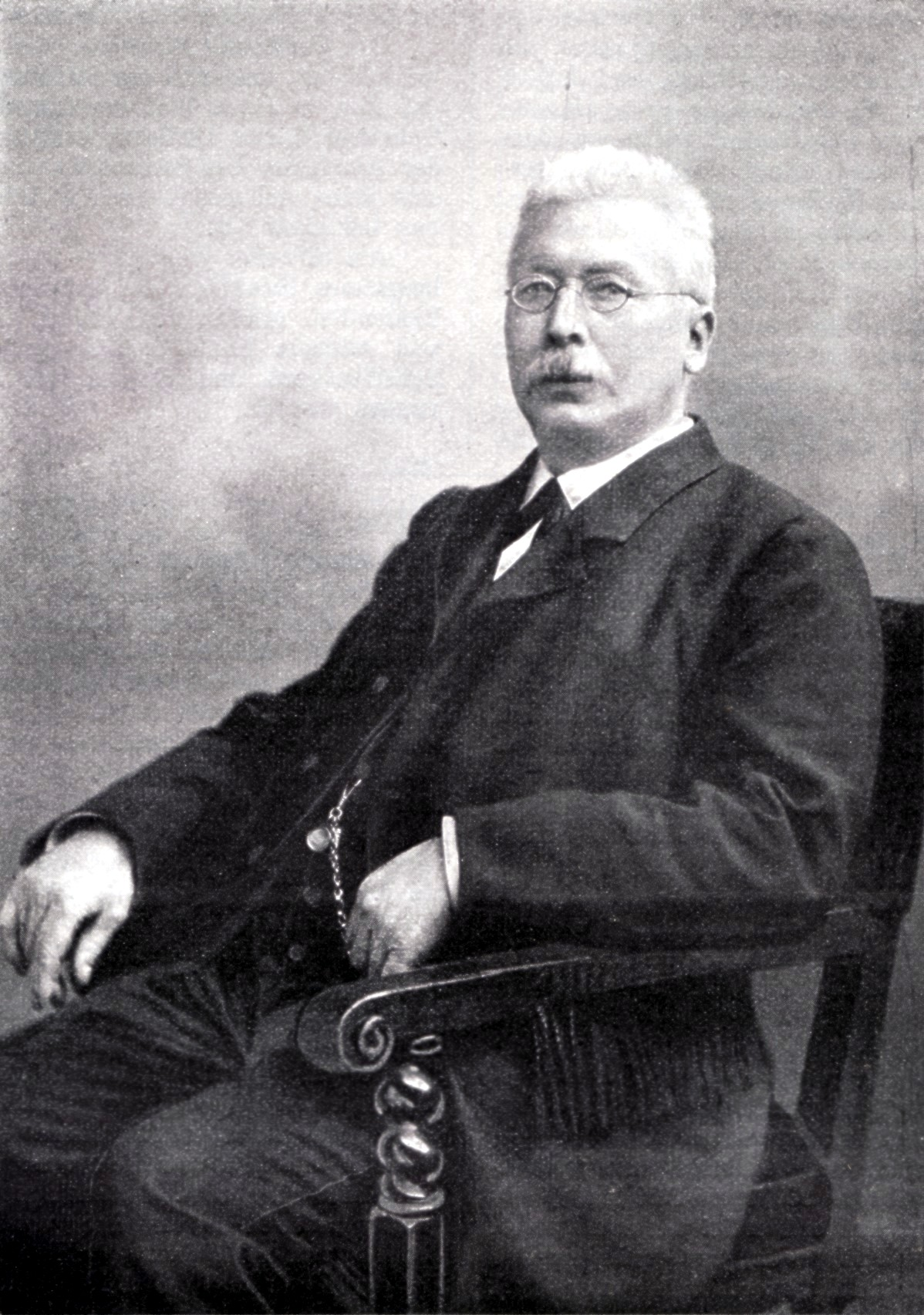
Hermann von der Hude

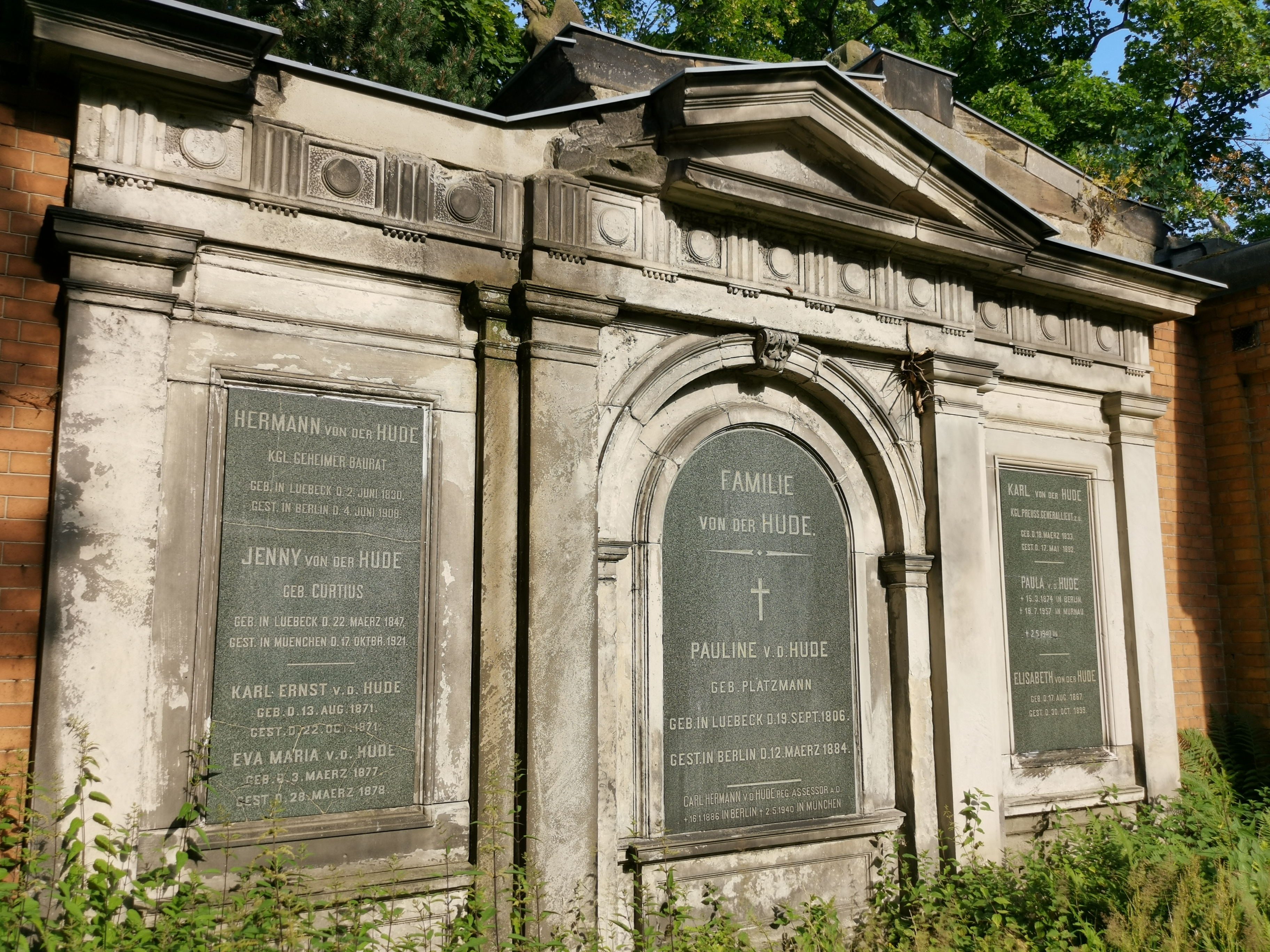
Familiengrabstätte auf dem Friedhof IV der Gemeinde Jerusalems- und Neue Kirche in Berlin-Kreuzberg (Abt. 5)

Hermann Philipp Wilhelm von der Hude (* 2. Juni 1830 in Lübeck; † 4. Juni 1908 in Charlottenburg) war ein deutscher Architekt des Historismus.

## Leben
Hermann von der Hude stammte aus einer seit dem 17. Jahrhundert bekannten Lübecker Zinngießerfamilie. Nach dem Abitur am Gymnasium des Katharineums zu Lübeck war er in den Jahren 1849 und 1850 als Eleve bei Ferdinand von Arnim in Potsdam. Ab 1850 studierte er an der Berliner Bauakademie. Neben der Schule arbeitete von der Hude bei Friedrich August Stüler und unterstützte ihn bei seinen Entwürfen für den Berliner Dom. Nach erfolgreicher Beendigung des Studiums wurde er zunächst Volontär bei städtischen Bauten wie der Dirschauer Brücke und konnte auch Wohnhäuser für Lübeck entwerfen und ihren Bau leiten.
Eine Studienreise führte ihn 1855 nach Italien, wo von der Hude Heinrich Ferstel aus Wien kennenlernte und ihm jahrelang freundschaftlich verbunden blieb. Zurückgekehrt nach Deutschland, legte er 1857 die Baumeisterprüfung ab und gewann im gleichen Jahr den Schinkelpreis des Architektenvereins zu Berlin mit einem Entwurf für das Berliner Rathaus, der den ausgeführten Entwurf des Architekten Hermann Friedrich Waesemann beeinflusst haben dürfte. Im Jahr 1857 reiste von der Hude nach England und Frankreich. Um 1858 erhielt er eine Staatsanstellung und den Titel Königlicher Regierungs-Baumeister und Architekt. Seine Wohnung befand sich in Alt-Berlin, Markgrafenstraße, wo er ab 1860 zusammen mit Julius Hennicke auch das Architekturbüro von der Hude & Hennicke betrieb.

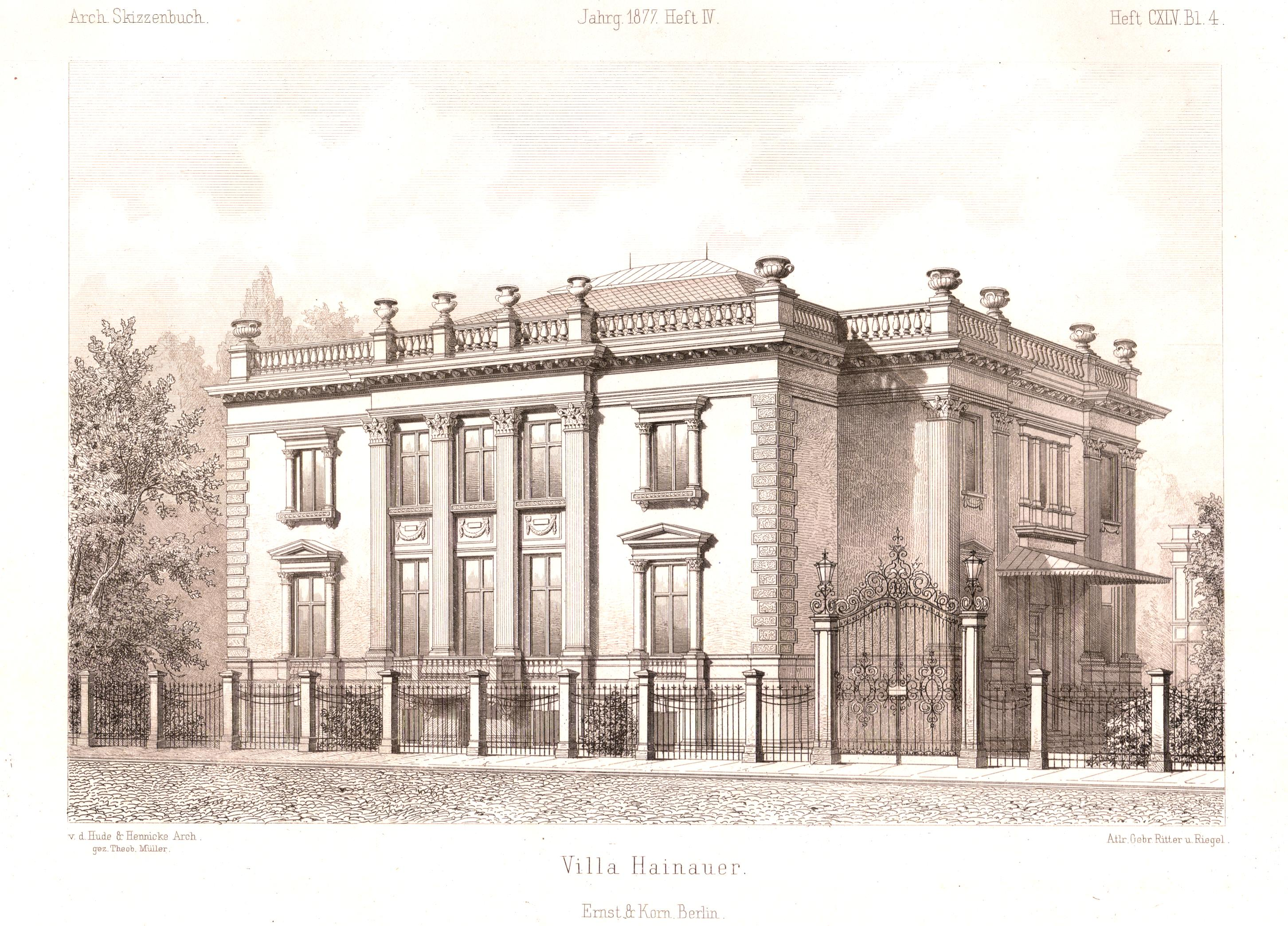
Villa Hainauer an der Rauchstraße, Berlin (zerstört)

Bereits 1861 schied von der Hude wieder aus dem Staatsdienst aus und widmete sich nur dem Architekturbüro Hude/Hennicke. Zusammen verwirklichten sie in Berlin zahlreiche Wohn- und Geschäftshäuser sowie Hotelbauten, darunter die Villa Hainauer, Villa Markwart, die Häuser Oppenheim und Meyerbeer sowie die Hotels Kaiserhof (1874) und Central an der Friedrichstraße in der Nähe des gleichnamigen Stadtbahnhofes. Ihr ausgeführter Entwurf für das Lessingtheater (1887) am Friedrich-Karl-Ufer in der Nähe des Reichstags war 1888 der erste Theaterneubau in Berlin seit 20 Jahren. Im März 1892 lösten die beiden Architekten die Firma auf, sein Partner Julius Hennicke starb kurz darauf im Oktober desselben Jahres. Hermann van der Hude wurde 1894 Mitglied der Akademie für Bauwesen.

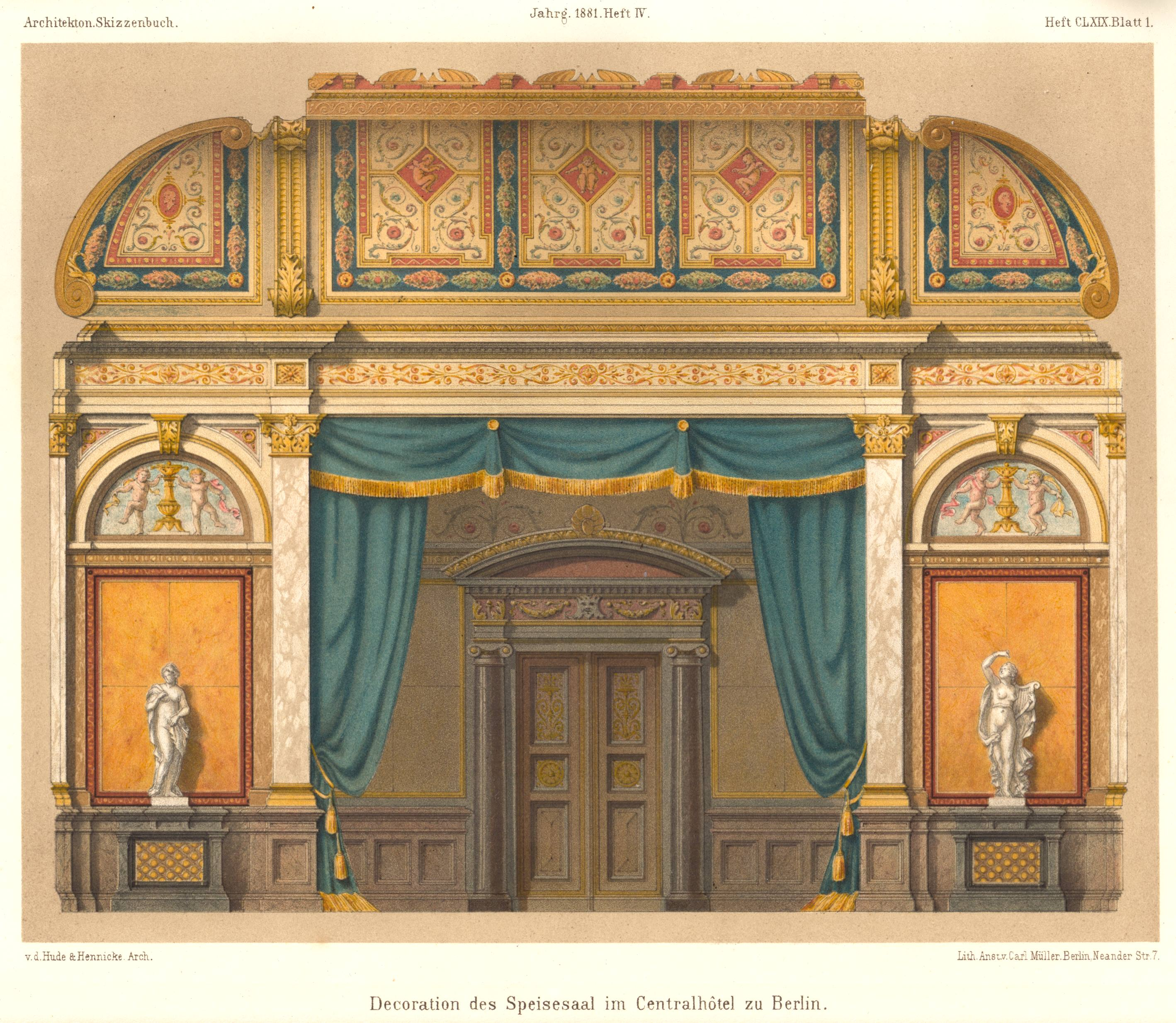
Speisesaal des Central-Hotels, Berlin (zerstört)

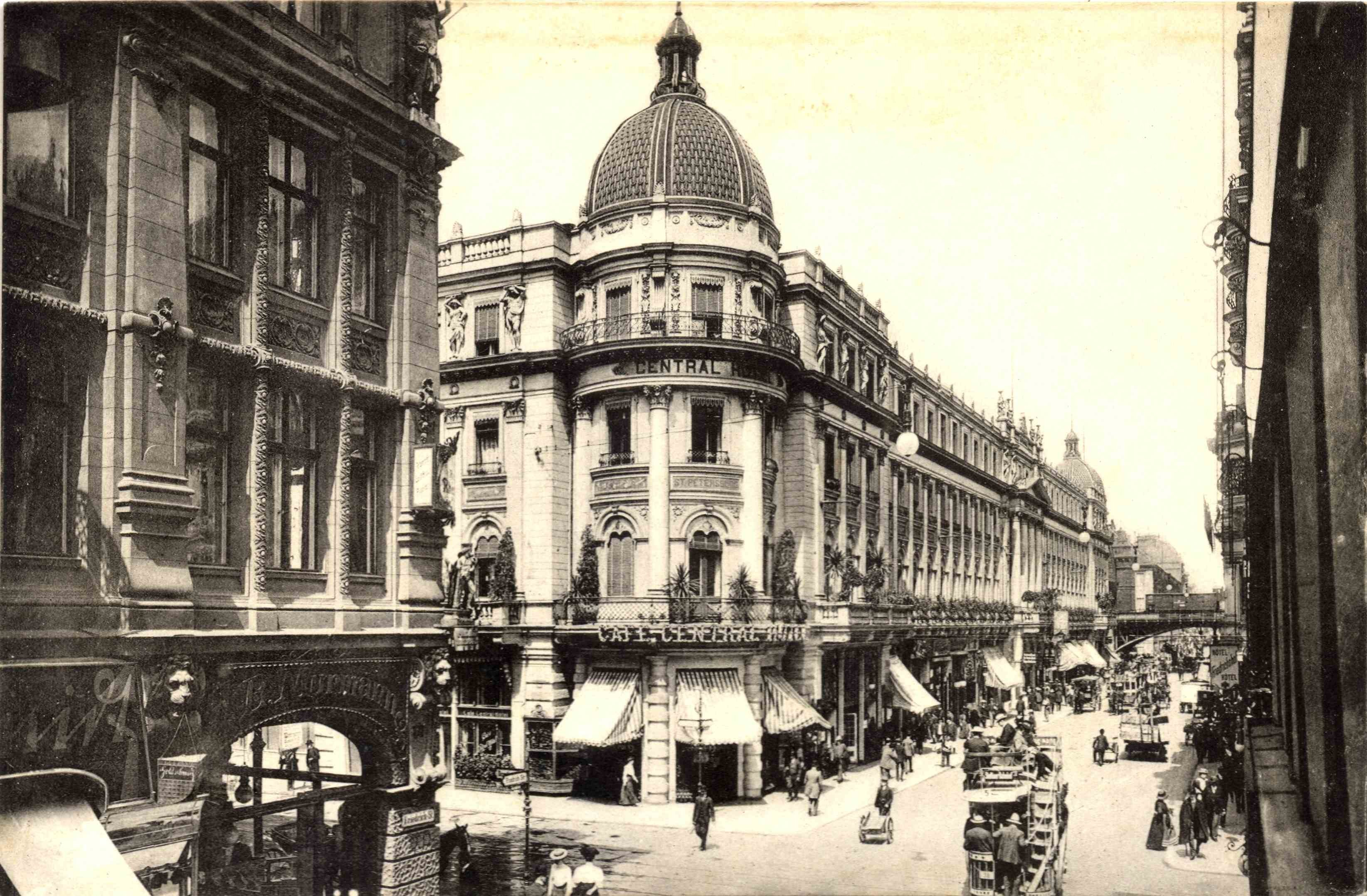
Central-Hotel an der Friedrichstraße, Berlin (zerstört)

Anlässlich des Todes von Heinrich von Ferstel (14. Juli 1883) hielt er für seinen Freund am 3. September in der Versammlung des Architekten-Vereins Berlin einen Vortrag über dessen Leben und Schaffen.
Silvester 1907 erlitt er einen Schlaganfall, von dem er sich bis zum Tod nicht mehr erholte. Hermann von der Hude wurde auf dem Friedhof IV der Gemeinde Jerusalems- und Neue Kirche an der Bergmannstraße in Berlin-Kreuzberg beigesetzt.

## Werke (Auswahl)

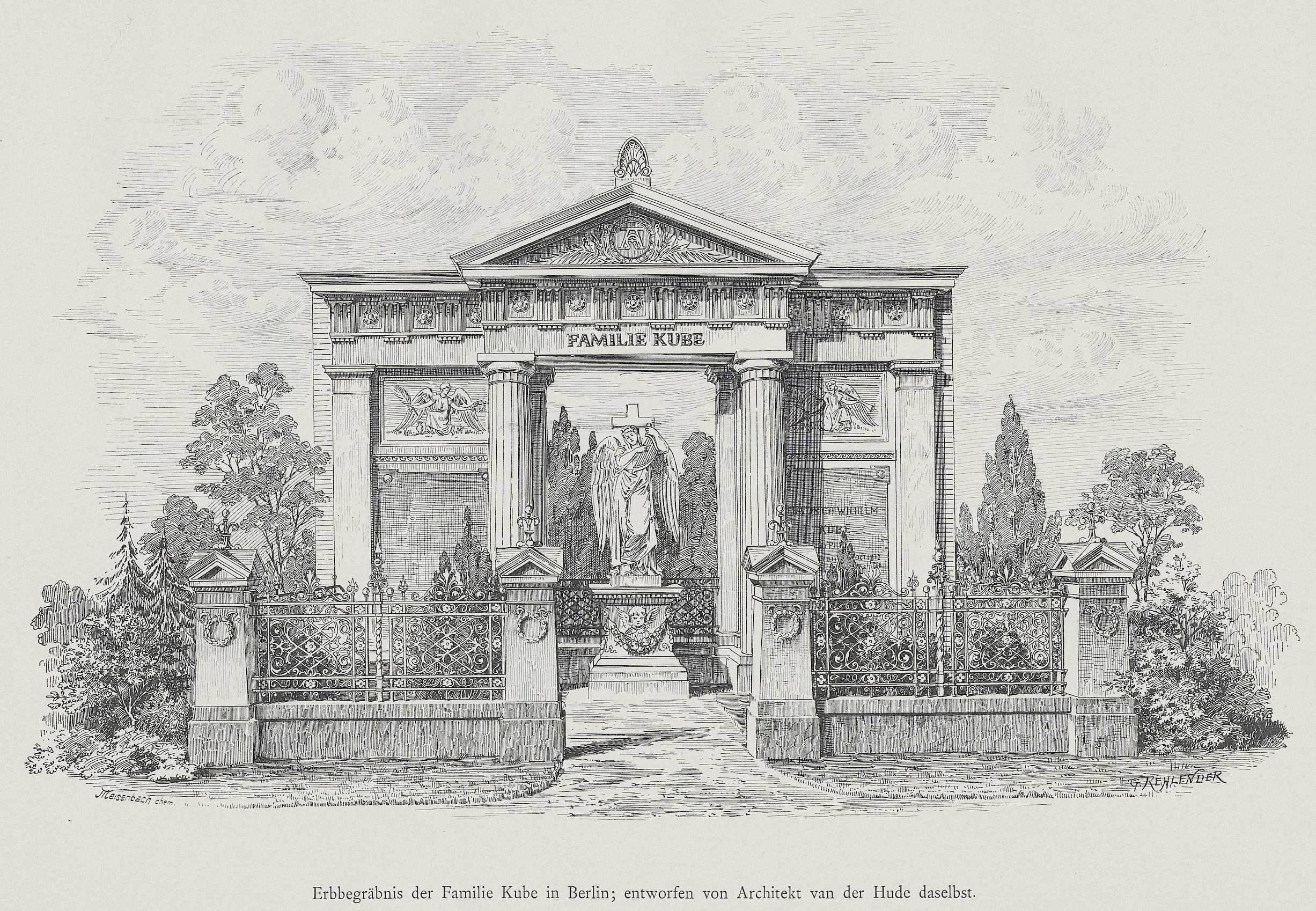
Erbbegräbnis der Familie Kube, Dreifaltigkeitskirchhof II, Berlin-Kreuzberg (erhalten)

Die Mehrzahl der Werke hat Hermann von der Hude im Rahmen der Firma von der Hude & Hennicke gemeinsam mit Julius Hennicke geschaffen. Sie sind im dortigen Werkverzeichnis aufgeführt. Werke von Hermann von der Hude außerhalb der Firma sind:
- Umbau des Donnerschen Palais, Berlin (1861–63) mit Georg Heinrich Bürde
- Kunsthalle Hamburg (1863–1866), zusammen mit Georg Theodor Schirrmacher
- Mausoleum der Familie Carl Ludwig Seeger, Friedrichs-Werderscher Kirchhof, Bergmannstraße 42, Berlin-Kreuzberg, 1866 (Ruine)
- Erbbegräbnis der Familie Meyer Magnus, Jüdischer Friedhof Schönhauser Allee 25, Berlin-Prenzlauer Berg, 1885  (erhalten)
- Leitung der Wiederherstellung des Mariendomes in Riga (ab 1886)
- Wohnhaus von der Hude, Fasanenstraße 35, Berlin (1893/1894)